# وانگ مینگجوآن
وانگ مینگجوآن (به انگلیسی: Wang Mingjuan) زاده ۱۱ اکتبر ۱۹۸۵ است. او وزنه بردار کشور چین است.